# 고령 나들목
고령 나들목(Goryeong IC)은 경상북도 고령군 쌍림면 고곡리에 설치된 광주대구고속도로의 25번 교차로이다. 나들목 진출입로 및 요금소는 쌍림면 안림리와 접하고 있다. 쌍림면과 대가야읍내, 경상남도 합천군 등으로 진출할 수 있다.

## 연혁
- 1984년 6월 27일 : 88올림픽고속도로 담양 ~ 달성 구간 개통과 함께 영업 개시[1]
- 1995년 4월 3일 : 1995년 12월까지 나들목 요금소 설치를 위해 경상북도 고령군 쌍림면 고곡리 200m 구간을 820m로 도로구역 변경[2]
- 2007년 9월 10일 : 88올림픽고속도로 담양 ~ 성산 구간 왕복 4차로 확장 공사로 인해 고령군 도시계획구역 교통광장에 쌍림면 고곡리 일원을 고령 나들목으로 고시[3]

## 구조물 정보
- 위치: 경상북도 고령군 쌍림면 고곡리
- 영업소: 경상북도 고령군 쌍림면 쌍쌍로 951
- 한국도로공사 고령지사: 경상북도 고령군 쌍림면 대가야로 845

## 접속하는 도로
- 지방도 제1011호선 (쌍쌍로)
- 간접 연결 : 국도 제26호선, 국도 제33호선 (대가야로, 안림삼거리 이용)

## 교통량 정보
| 요금소        | 통행량 (대/일) | 통행량 (대/일) | 통행량 (대/일) | 통행량 (대/일) | 통행량 (대/일) | 통행량 (대/일) | 통행량 (대/일) | 통행량 (대/일) | 통행량 (대/일) | 통행량 (대/일) | 각주  |
| 요금소        | 2001년         | 2002년         | 2003년         | 2004년         | 2005년         | 2006년         | 2007년         | 2008년         | 2009년         | 2010년         | 각주  |
| ------------- | -------------- | -------------- | -------------- | -------------- | -------------- | -------------- | -------------- | -------------- | -------------- | -------------- | ----- |
| 고령 (폐쇄식) | 3,119          | 3,201          | 3,242          | 3,233          | 2,776          | 2,739          | 2,936          | 2,976          | 3,290          | 3,668          | [ 4 ] |
| 요금소        | 2011년         | 2012년         | 2013년         | 2014년         | 2015년         | 2016년         | 2017년         | 2018년         | 2019년         |                | [ 4 ] |
| 고령 (폐쇄식) | 3,800          | 3,728          | 3,971          | 4,109          | 4,515          | 5,071          | 5,480          | 5,484          | 5,723          |                | [ 4 ] |